# ريتشل بيركنز
ريتشل بيركنز (بالإنجليزية: Rachel Perkins)‏ هي كاتبة سيناريو ومخرجة أسترالية، ولدت في 1970 في كانبرا في أستراليا.

## وصلات خارجية
- ريتشل بيركنز على موقع IMDb (الإنجليزية)
- ريتشل بيركنز على موقع ألو سيني (الفرنسية)
- ريتشل بيركنز على موقع أول موفي (الإنجليزية)
- ريتشل بيركنز على موقع قاعدة بيانات الفيلم (الإنجليزية)
- ريتشل بيركنز على موقع كينوبويسك (الروسية)